# تشارلز جيتس دوز
تشارلز غيتس دوز (بالإنجليزية: Charles Gates Dawes)‏ (27 أغسطس 1865 - 23 أبريل 1951) مصرفي ومسؤول ودبلوماسي وسياسي أمريكي جمهوري شغل منصب نائب رئيس الولايات المتحدة الثلاثين في الفترة من 1925 إلى 1929. تلقى جائزة نوبل للسلام في عام 1925 لعمله على خطة دوز حول تعويضات الحرب العالمية الأولى.
ولد دوز في مارييتا، أوهايو، ودخل كلية الحقوق بجامعة سينسيناتي قبل أن يبدأ عمله القانوني في لينكون، نبراسكا. عمل لفترة كمسؤول عن محطة غاز، وأدار بعدها حملة ويليام ماكينلي الرئاسية لعام 1896 في إلينوي. بعد الانتخابات، عيّنه ماكينلي كمراقب عملة، وظل في هذا المنصب حتى عام 1901 قبل تشكيل شركة الثقة المركزية في إلينوي. خدم دوز كجنرال خلال الحرب العالمية الأولى، حيث شغل منصب رئيس مجلس المشتريات العام لقوات المشاة الأمريكية. وفي عام 1921 عينه الرئيس وارن جي. هاردينغ ليكون أول مدير لمكتب الميزانية. خدم دوز أيضا في لجنة تعويضات الحلفاء، حيث ساعد في صياغة خطة دوز لمساعدة الاقتصاد الألماني المضطرب، رغم أن الخطة اسبدلت في النهاية بخطة يونغ.
قام المؤتمر الوطني الجمهوري بترشيح الرئيس الحالي وقتها كالفين كوليدج في النتخابات عام 1924 دون معارضة. رفض فرانك لودن الترشح لمنصب نائب الرئيس، واختار المرتمر دوز كمساعد في إدارة كوليدج. فازت البطاقة الجمهورية بانتخابات الرئاسة عام 1924، وأدى دوز اليمين كنائب للرئيس في عام 1925. وساعد دوز في تمرير مشروع قانون ماكناري-هوجن فارم في الكونغرس، ولكن الرئيس كوليدج استخدم حق النقض (الفيتو) على القانون. كان دوز مرشحا لإعادة ترشيحه في المؤتمر الوطني الجمهوري لعام 1928، لكن معارضة كوليدج لدوز ساعدت على ضمان ترشيح تشارلز كورتيس لمنصب نائب الرئيس بدلاً منه. في عام 1929، عينه الرئيس هربرت هوفر ليكون سفيرا في المملكة المتحدة. كما قاد دوز لفترة وجيزة مؤسسة تمويل إعادة الإعمار، التي نظمت رد الحكومة على أزمة الكساد الكبير. ثم استقال من هذا المنصب في عام 1932 وعاد إلى القطاع المصرفي، وتوفي في عام 1951 بسبب تجلط الدم التاجي.

## عائلته والنشأة
ولد دوز في ماريتا، أوهايو، في مقاطعة واشنطن، هو نجل جنرال الحرب الأهلية روفوس دوز وزوجته ماري بيمان جيتس. كان روفوس دوز قد تولّى قيادة فوج ويسكونسن السادس من اللواء الحديدي منذ 1863 إلى 1864 أثناء الحرب الأهلية الأمريكية. كان عمه إفرايم سي دوز، الأخ الأصغر لروفوس، رائدًا خدم في عهد أوليسيس جرانت في معارك شيلوه وفيكسبورج.
كان إخوة دايس، روفوس سي دوز وبيمان غيتس دوز وهنري ماي دوز إما رجال أعمال أو سياسيون بارزون.  كما كان لديه شقيقتان، ماري فرانسيس دوز بيتش، وبيتسي جيتس دوز هويت.
تزوج دوز من كارو بليمير في 24 يناير من العام 1889. كان لديهما ابن، روفوس فيرينج (1890-1912)، وابنة، كارولين، وتبنيا طفلين في وقت لاحق هما دانا وفرجينيا.

## تعليمه
تخرج من كلية ماريتا عام 1884، ومن كلية الحقوق في سينسيناتي عام 1886.

## النشأة في العمل
قُبل دوز في نقابة المحامين في نبراسكا، ومارس المحاماة في لينكولن، نبراسكا، منذ العام 1887 حتى عام 1894. عندما عين الملازم أول جون بيرشينج، الذي أصبح لاحقًا قائدًا للجيش، مدربًا عسكريًا في جامعة نبراسكا أثناء التحاق دوز بكلية الحقوق، التقى به وكوّنا صداقة مدى الحياة. التقى دوز مع عضو الكونغرس الديمقراطي وليام جينينغز براين وكون صداقة معه على الرغم من معارضته لسياساته.
انتقل دوز من لينكولن إلى شيكاغو خلال حالة الذعر عام 1893. عام 1894، استحوذ دوز على عدد من مصانع الغاز في الغرب الأوسط، وأصبح رئيسًا لكل من لاكروس غاز لايت كومباني  في ولاية ويسكونسن، ونورثويست غاز لايت آند كوك كومباني في إلينوي.

## اهتمامه بالموسيقى
تعلم دوز عزف البيانو بمفرده وكان يلحّن بعض الأغاني. أصبحت مؤلفته  Melody in A Major معزوفة بيانو وكمان معروفة عام 1912. رتبت ماري إدواردز نسخة ذات شعبية للعمل عام 1921. عام 1921، عزفتها أوركسترا صغيرة  لأدولف ج. هوفمان، كما عُزفت في العديد من المناسبات الرسمية.
عام 1951، أضاف كارل سيغمان كلمات إلى المعزوفة وحولها لأغنية تحمل عنوان «It’s all in the game». كان تسجيل تومي إدواردز للأغنية يحتل المراتب الأولى في قائمة أفضل الأغاني في أمريكا لمدة ستة أسابيع في خريف عام 1958، كما حققت المركز الأول خلال العام نفسه في المملكة المتحدة.
منذ ذلك الحين، أصبحت الأغنية من أشهر أعمال البوب. أعاد تسجيلها العديد من الفنانين، بما في ذلك كليف ريتشارد وذا فور توبز وآيزاك هايز وجاكي دي شانون وفان موريسون ونات «كينغ» كول وبروك بنتون وإلتون جون وميل كارتر ودوني وماري أوسموند وباري مانيلو وكيث جاريت.

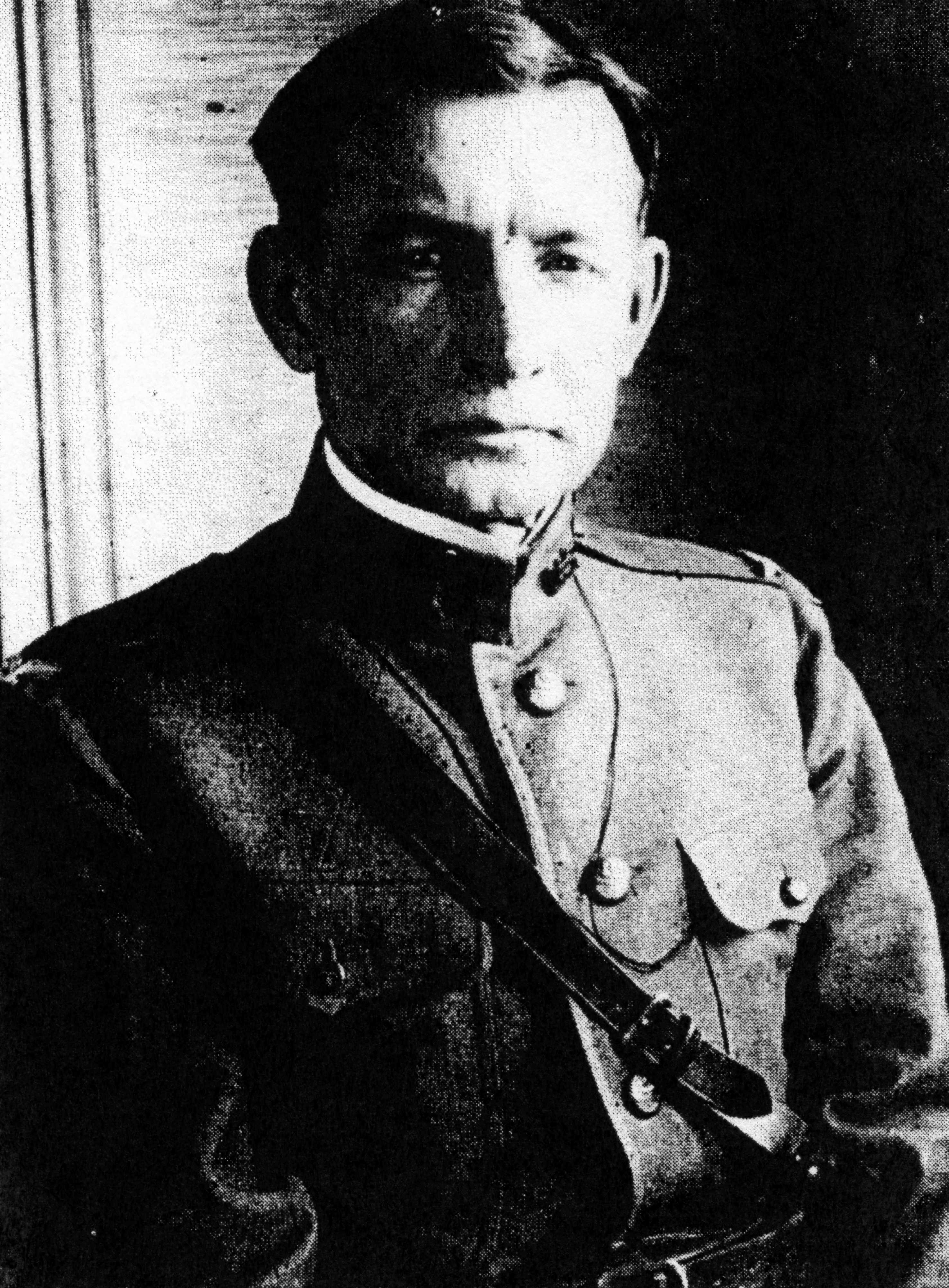
الجنرال تشارلز دوز خلال الحرب العالمية الأولى

دوز هو نائب الرئيس الوحيد الذي تُنسب إليه أغنية بوب ناجحة حققت المركز الأول. دوز وسوني بونو هما الشخصان الوحيدان اللذان تُنسب إليهما أغنية حققت المركز الأول كأعضاء في مجلس الشيوخ أو مجلس النواب في الولايات المتحدة. يعتبر دوز وبوب ديلان (كمؤلف) الشخصين الوحيدين اللذين يُنسب لهما أغنية حققت المركز الأول وحققا جائزة نوبل.

## حياته المتأخرة
استأنف دوز عمله في المجال المصرفي، حيث خدم ما يقارب العقدين من الزمن رئيسًا لمجلس إدارة سيتي ناشونال بنك إند ترست كو، منذ العام 1932 وحتى وفاته.

## وفاته
توفي دوز في 23 أبريل من العام 1951 في منزله في إيفانستون نتيجة خثار في الشريان التاجي. دُفن في مقبرة روزهيل، شيكاغو.

## روابط خارجية
- تشارلز جيتس دوز على موقع الموسوعة البريطانية (الإنجليزية)
- تشارلز جيتس دوز على موقع مونزينجر (الألمانية)
- تشارلز جيتس دوز على موقع ميوزك برينز (الإنجليزية)
- تشارلز جيتس دوز على موقع إن إن دي بي (الإنجليزية)
- تشارلز جيتس دوز على موقع ديسكوغز (الإنجليزية)